# Synopse

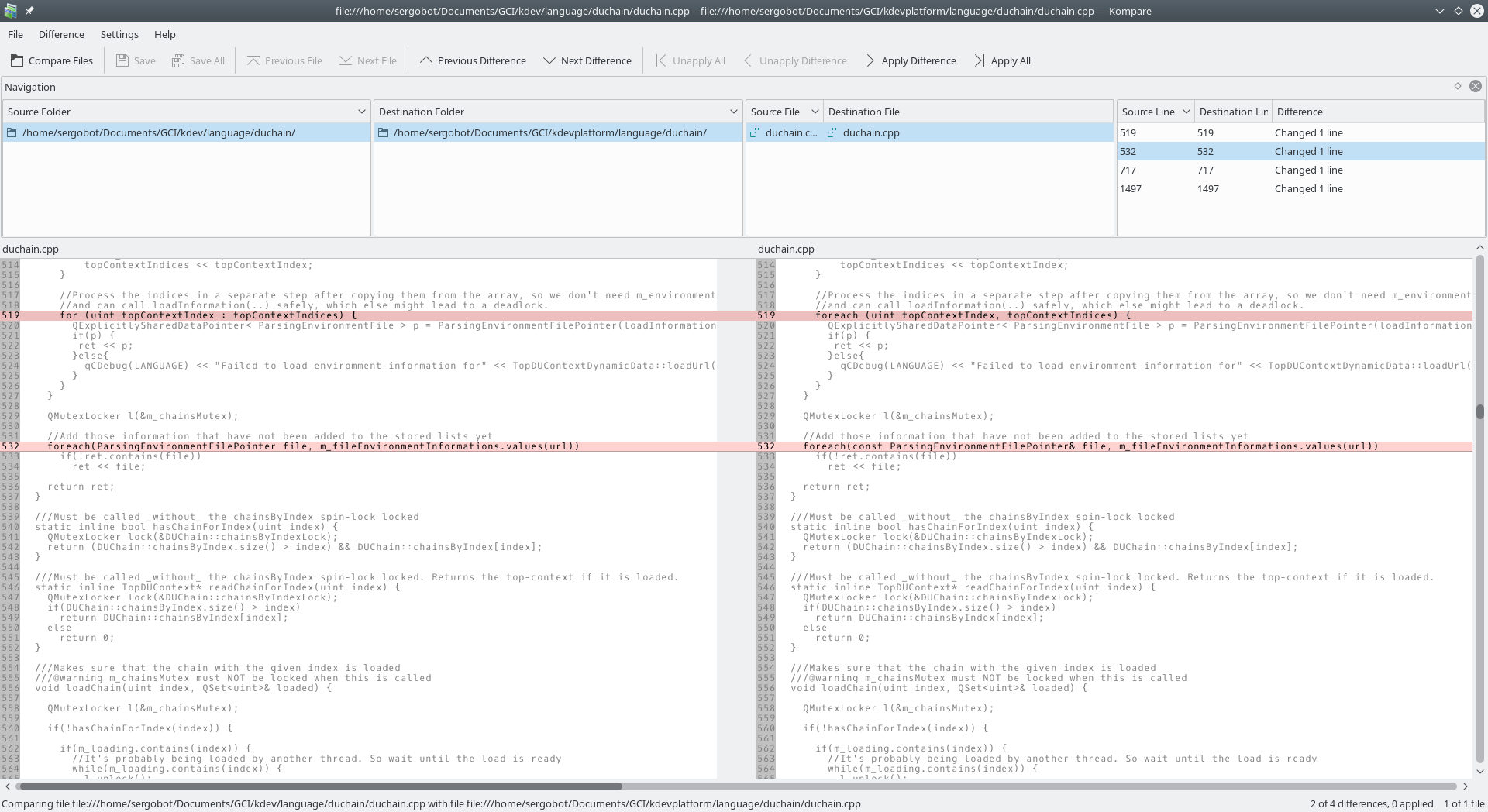
Diff-Darstellung

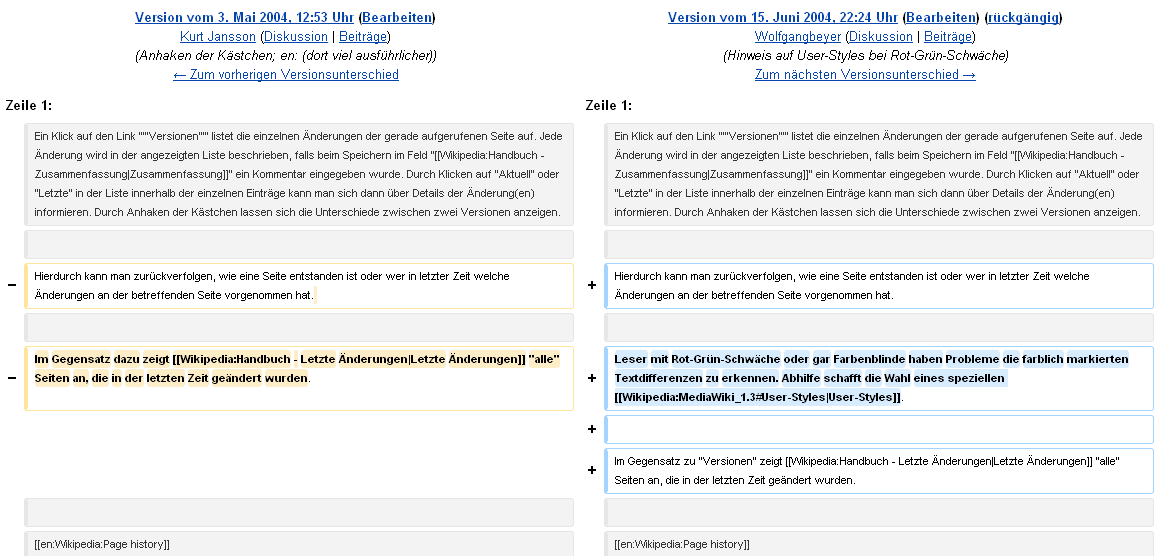
Vergleich zweier Versionen in Mediawiki

Beispiel eines Fragments zur Darstellung von Textübereinstimmungen im VroniPlag Wiki

Eine Synopse oder Synopsis, weniger gebräuchlich auch Synoptik (altgriechisch συνοπτικός synoptikós ‚das Ganze zusammensehend‘ zu σύνοψις sýnopsis ‚Zusammenschau‘, ‚Übersicht‘; aus συν syn ‚zusammen‘ und ὄψις ópsis ‚Sicht‘), ist eine zusammenfassende und vergleichende Übersicht und Gegenüberstellung gleichartiger Daten und Texte in zwei oder mehr Dokumenten. Der Ausdruck Synoptik ist in der Meteorologie üblich.
Zur Gegenüberstellung zweier digitaler Inhalte textlicher Art, beispielsweise unterschiedliche Versionen von Software-Quelltexten, wird häufig die Diff-Darstellung genutzt.

## Anwendungsfälle